# 회색늑대의 아종

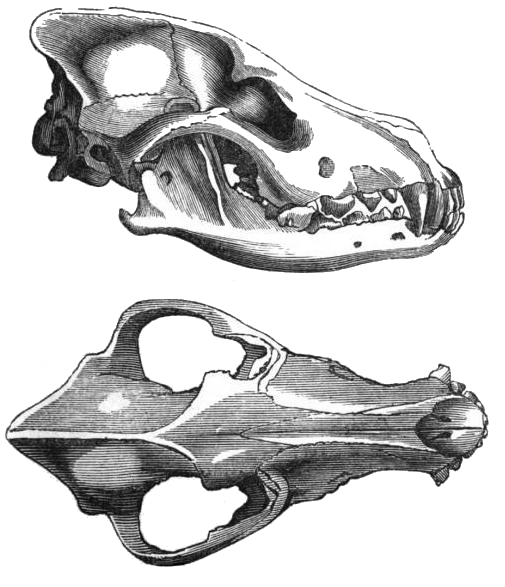
유라시아늑대의 두개골.

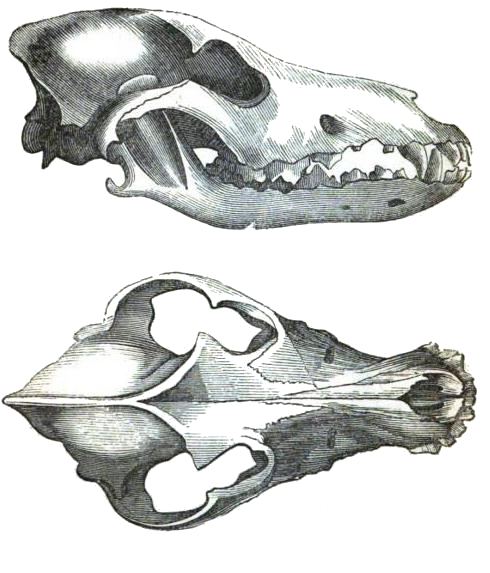
캐나다늑대의 두개골.

회색늑대는 현재 딩고와 개를 포함해 39개의 아종이 있으며, 북반구에 특히 많은 늑대 아종이 분포하고 있다. 승명아종으로는 유라시아늑대가 있다.
늑대는 현재 국제 자연 보전 연맹에서 상대적으로 광범위한 서식지, 안정적인 종 개체수이나 세계적인 범위를 거의 충족시켰으나 완벽하지는 못하여 멸종위기종 등급 분류에서 관심 대상종으로 취급받고 있다. 그러나, 일부 지역의 개체는 멸종 위기로 평가되며 몇몇 아종은 멸종 위기거나 이미 멸종되었다.
생물학적 생물 분류는 고정되지 않은 채 있으며 현재 분류들의 배치는 새로운 연구가 나올 때마다 바뀌고 있다. 현재 늑대의 아종 분류는 다음과 같다. 또한, 지금은 중복되었거나 잘못된 법칙으로 폐기되었거나, 개와 같은 종일 경우, 이전 종이 개로 편입되었을 경우, 종 자체가 분리되었을 경우에도 실었다. 보통 부르는 명칭으로 기록되어 있지만, 이들은 의미가 정해져 있지 않다.

## 지리적 변화
늑대는 그들끼리 교배는 가능하지만 지역별로 큰 다형성을 보여준다. 한 예로, 런던 동물원은 성공적으로 수컷 유라시아늑대와 암컷 인도늑대를 교배시켰다.

### 유럽
유럽늑대는 미국늑대보다 털이 부드럽고 덜 거친 털을 가지고 있다. 머리는 더 좁고, 귀는 더 길며 높고 서로 가까이 자리잡고 있다. 허리는 더 얇고, 다리는 더욱 길고, 발이 좁고 꼬리가 더욱 얇다. 유럽늑대의 털 색은 흰색, 크림색, 빨간색, 회색, 검정 등 넓은 범위를 가지고 있으며 때로는 이 색상들이 결합하기도 한다. 중앙유럽의 늑대는 북유럽의 늑대보다 더욱 색이 풍부한 경향이 있다. 동유럽 늑대는 북러시아의 늑대보다 털이 더욱 짧고 많이 구축된 경향을 보인다.

### 북아메리카
북아메리카 늑대는 유럽늑대와 크기가 같지만, 더 짧은 다리, 크고 둥근 머리, 넓고 뭉툭한 턱, 코의 연결 부분이 오목한 편이며, 아치형의 넓은 이마를 가지고 있다. 귀는 짧고 원뿔 형태에 가깝다. 일반적으로 같은 유럽늑대와 달리 앞다리에 검은색 점이 적다. 이들 늑대는 길고 부드러운 털과 짧고 털복숭이이며 강한 털이 섞여 있다. 미국늑대의 털 색은 흰색, 검정, 빨강, 노랑, 갈색, 회색 빛을 띄고 있으며 일반적으로 각 지역에 따라 가지고 있는 색조가 있지만 대부분 어두운 계열의 색을 가지고 있다. 북미의 다른 지방과는 뚜렷한 차이가 있다. 텍사스와 뉴멕시코 주의 늑대는 작은 이빨을 가진 비교적 작은 동물이다. 특히 멕시코늑대는 넓은 머리, 두꺼운 목, 긴 귀와 짧은 꼬리 등 일부분에 유럽늑대를 닮은 부분이 있다. 로키산맥과 중앙 해안늑대 등 북부의 늑대는 남쪽의 대평원늑대보다 더 강력하고 크기 비율이 러시아와 스칸디나비아 늑대와 유사하다.

## 아종 목록

### 늑대의 아종
2005년 현재 아종 목록은 다음과 같다.
| 유라시아늑대 Canis lupus lupus (승명아종)    | Linnaeus 1758                | 일반적으로 성체는 길이 150-160cm에 무게 40-80kg이다. 털은 색바랜 황토색과 밝은 회색이 섞여 있다. | 늑대 아종 중 가장 넓은 서식지를 갖고 있으며 유럽과 아시아의 서유럽, 스칸디나비아, 코카서스, 러시아, 중국, 몽골, 히말라야산맥 등지에 서식하고 있다. 터키의 일부 지역에서는 인도늑대와 서식지가 겹친다. | altaicus (Noack, 1911), argunensis (Dybowski, 1922), canus (Sélys Longchamps, 1839), communis (Dwigubski, 1804), deitanus (Cabrera, 1907), desertorum (Bogdanov, 1882), flavus (Kerr, 1792), fulvus ([Sélys Longchamps, 1839), italicus (Altobello, 1921), kurjak (Bolkay, 1925), lycaon (Trouessart, 1910), major (Ogérien, 1863), minor (Ogerien, 1863), niger (Hermann, 1804), orientalis (Wagner, 1841), orientalis (Dybowski, 1922), signatus (Cabrera, 1907) |                                    |               |  |                 |  |
| 툰드라늑대 Canis lupus albus                 | Kerr 1792                    | 아종 성체는 112cm-137cm의 길이를 가지고 무게가 36.6-52kg이다. 털은 매우 길고 무성하며 부드럽고 가벼우며 회색을 가지고 있다. 아래의 털은 회색이 많은 반면 위의 털은 붉은 계열의 회색이다. | 러시아와 캄차카반도 북부의 툰드라 및 숲 지대에 서식하고 있다. 러시아 외에는 스칸디나비아의 북부 끝에 서식하고 있다.                                                                                   | dybowskii (Domaniewski, 1926), kamtschaticus (Dybowski, 1922), turuchanensis (Ognev, 1923) |                                    |               |  |                 |  |
| † 케나이반도늑대 Canis lupus alces           | Goldman 1941                 | 성체 길이가 200cm에 무게가 45-90kg의 대형 아종이다. 이 거대한 크기는 케나이 반도에서 매우 큰 사슴을 잡기 위한 적응이라고 생각된다. | 케나이 반도 | |                                    |               |  |                 |  |
| 아라비아늑대 Canis lupus (arabs)             | Pocock 1934                  | 작고 "사막에 적응"한 이 늑대는 길이가 66cm이고 무게가 18kg이다. 태양의 직사광선 때문에 여름에는 털이 짧고 겨울에는 털이 길다. | 이스라엘 남부, 이라크 남부와 서부, 오만, 예멘, 요르단, 사우디 아라비아, 아마도 시나이반도의 일부 | |                                    |               |  |                 |  |
| 북극늑대 Canis lupus arctos                  | Pocock 1935                  | 중간 크기의 이 늑대는 키가 64-79cm이며 길이가 89-189cm이고, 무게는 평균 35-45kg이지만 최고 68kg까지 발견되었다. | 캐나다 북부, 알래스카주, 그린란드 북부 | |                                    |               |  |                 |  |
| 멕시코늑대 Canis lupus baileyi               | Nelson and Goldman 1929      | 무게가 25-45kg이고 총 길이(꼬리 끝에서 코)가 140-170cm, 어깨높이가 72-80cm로 약간 작은 종이다. 털 색은 흰색의 배경색과 함께 회색, 갈색, 검정, 그리고 특징적인 녹색이 섞여 있다. | 멕시코 북부, 텍사스주 서부, 뉴멕시코주 남부, 애리조나주 남서부와 중부 | |                                    |               |  |                 |  |
| †뉴펀들랜드늑대 Canis lupus beothucus        | G. M. Allen and Barbour 1937 | 일반적으로 이 종은 길이가 180cm였고 무게가 45kg이었다. | 뉴펀들랜드섬 | |                                    |               |  |                 |  |
| † 베르나드늑대 Canis lupus bernardi          | Anderson 1943                | 이 종은 1934년 멸종했다. 이 종은 등뒤의 선을 따라 검은 색이 있었으며 검은 색을 띄는 머리를 가지고 있었다. | 북극의 뱅크스섬과 빅토리아섬으로 제한 서식했음. | banksianus (Anderson, 1943) |                                    |               |  |                 |  |
| 스텝늑대 Canis lupus campestris              | Dwigubski 1804               | 작은 크기의 늑대였으며 성긴 털을 가지고 있다. 털은 양편의 밝은 회색과 뒷편의 녹슨 갈색 계열의 회색이다. | 우크라이나 북부, 카자흐스탄 남부, 코카서스와 트랜스코카서스 | bactrianus (Laptev, 1929), cubanenesis (Ognev, 1923), desertorum (Bogdanov, 1882) |                                    |               |  |                 |  |
| 몽골 늑대 Canis lupus chanco                 | Gray 1863                    | 무게가 45kg을 초과하지 않은 작은 크기의 아종이다. 밝고 흰 계열의 회색 털을 가지고 있으며 몸 상단은 갈색 톤의 회색을 가지고 있다. | 중국의 위구르, 내몽골 지역, 북부 산시성 (섬서성), 러시아 우수리, 연해주 지역에 현존하고 있다. 또한 한반도에도 서식했었다.                                                                             | coreanus (Abe, 1923), dorogostaiskii (Skalon, 1936), ekloni (Przewalski, 1883), filchneri (Matschie, 1907), karanorensis (Matschie, 1907), laniger (Hodgson, 1847), niger (Sclater, 1874), tschiliensis (Matschie, 1907) |                                    |               |  |                 |  |
| 브리티시컬럼비아늑대 Canis lupus columbianus | Goldman 1941                 | | 유콘 주, 브리티시컬럼비아주, 앨버타주 | |                                    |               |  |                 |  |
| 밴쿠버섬늑대 Canis lupus crassodon           | Hall 1932                    | 중간 크기의 아종으로, 일반적으로 털이 회색빛의 흰색 또는 흰색을 띄고 있다. 이 종은 매우 사회적 종이며 보통 5-35마리의 무리로 구성된 채로 찾을 수 있다. | 밴쿠버섬, 브리티시컬럼비아주 | |                                    |               |  |                 |  |
| 딩고 Canis lupus dingo (야생의 개)           | Meyer 1793                   | 보통 어깨 크기가 52-60cm이고 꼬리에서 코까지의 길이가 117-124cm이다. 무게는 약 13-20kg이다. 이 종은 야생으로 개의 후손이지만, 이 범위를 뛰어 넘는 야생동물이 되었다. 털 색은 대부분 불그스레한 갈색이지만, 황갈색의 패턴과 검정, 밝은 갈색, 흰색도 볼 수 있다. | 호주, 태국, 인도, 인도네시아, 뉴기니섬 | antarcticus (Kerr, 1792), australasiae (Desmarest, 1820), australiae (Gray, 1826), dingoides (Matschie, 1915), macdonnellensis (Matschie, 1915), novaehollandiae (Voigt, 1831), papuensis (Ramsay, 1879), tenggerana (Kohlbrugge, 1896), harappensis (Prashad, 1936), hallstromi (Troughton, 1957) |                                    |               |  |                 |  |
| 개 Canis lupus familiaris                    | Linnaeus 1758                | 늑대보다 20% 작은 두개골과 30% 작은 뇌를 갖고 있으며, 다른 늑대 아종보다 비례적으로 치아가 작으며 개의 발은 늑대의 절반 크기이며 꼬리가 위쪽으로 올라가는 다른 늑대 아종에서 찾을 수 없는 특징을 갖고 있다. 인간의 품종개량으로 인해, 개는 다양한 수백 가지의 품종을 갖고 있으며 다른 인간과 함께 사는 포유류보다 행동 및 형태학적 변화가 두드러진다. 예를 들어, 체고가 약 15cm인 치와와부터 약 1m의 아이리시 울프하운드까지 다양하다. 털 색은 일반적으로 회색(일반적으로 blue(블루)라고 부름)부터 검정, 밝은 갈색부터 어두운 갈색까지 다양한 색과 패턴이 존재한다. 털은 짧거나 길 수 있으며, 늑대같이 거친 털을 가지거나, 직모이거나, 매끄럽거나, 곱슬거릴 수 있다. 대부분의 개 품종은 털갈이를 한다. | 전 세계 | aegyptius (Linnaeus, 1758), alco (C. E. H. Smith, 1839), americanus (Gmelin, 1792), anglicus (Gmelin, 1792), antarcticus (Gmelin, 1792), aprinus (Gmelin, 1792), aquaticus (Linnaeus, 1758), aquatilis (Gmelin, 1792), avicularis (Gmelin, 1792), borealis (C. E. H. Smith, 1839), brevipilis (Gmelin, 1792) cursorius (Gmelin, 1792) domesticus (Linnaeus, 1758) extrarius (Gmelin, 1792), ferus (C. E. H. Smith, 1839), fricator (Gmelin, 1792), fricatrix (Linnaeus, 1758), fuillus (Gmelin, 1792), gallicus (Gmelin, 1792), glaucus (C. E. H. Smith, 1839), graius (Linnaeus, 1758), grajus (Gmelin, 1792), hagenbecki (Krumbiegel, 1950), haitensis (C. E. H. Smith, 1839), hibernicus (Gmelin, 1792), hirsutus (Gmelin, 1792), hybridus (Gmelin, 1792), islandicus (Gmelin, 1792), italicus (Gmelin, 1792), laniarius (Gmelin, 1792), leoninus (Gmelin, 1792), leporarius (C. E. H. Smith, 1839), major (Gmelin, 1792), mastinus (Linnaeus, 1758), melitacus (Gmelin, 1792), melitaeus (Linnaeus, 1758), minor (Gmelin, 1792), molossus (Gmelin, 1792), mustelinus (Linnaeus, 1758), obesus (Gmelin, 1792), orientalis (Gmelin, 1792), pacificus (C. E. H. Smith, 1839), plancus (Gmelin, 1792), pomeranus (Gmelin, 1792), sagaces (C. E. H. Smith, 1839), sanguinarius (C. E. H. Smith, 1839), sagax (Linnaeus, 1758), scoticus (Gmelin, 1792), sibiricus (Gmelin, 1792), suillus (C. E. H. Smith, 1839), terraenovae (C. E. H. Smith, 1839), terrarius (C. E. H. Smith, 1839), turcicus (Gmelin, 1792), urcani (C. E. H. Smith, 1839), variegatus (Gmelin, 1792), venaticus (Gmelin, 1792), vertegus (Gmelin, 1792)/small> |                                    |               |  |                 |  |
| † 캐스케이드산늑대 Canis lupus fuscus        | Richardson 1839              | 크기는 약 165cm였으며 36-49kg으로 측정되었다. | 캐스케이드산맥 | |                                    |               |  |                 |  |
| †매니토바늑대 Canis lupus griseoalbus        | Baird 1858                   | | 앨버타주 북부, 서스캐처원주, 매니토바주 | knightii (Anderson, 1945) |                                    |               |  |                 |  |
| †홋카이도늑대 Canis lupus hattai             | Kishida 1931                 | | 홋카이도 | rex (Pocock, 1935) |                                    |               |  |                 |  |
| †혼슈늑대 Canis lupus hodophilax             | Temminck 1839                | | 혼슈, 시코쿠, 규슈 | hodopylax (Temminck, 1844), japonicus (Nehring, 1885) |                                    |               |  |                 |  |
| 허드슨만늑대 Canis lupus hudsonicus          | Goldman 1941                 | | 매니토바주 북부, 노스웨스트 준주 | |                                    |               |  |                 |  |
| 북부록키산늑대 Canis lupus irremotus         | Goldman 1937                 | 이 종은 보통 약 31-61kg으로 회색늑대의 아종 중 매우 큰 종 중 하나이다. 이 늑대는 남쪽에 서식하는 남부록키산늑대보다 밝은 색상을 띄며, 털은 훨씬 더 흰색과 작은 검은색을 가지고 있다. 보통 이 아종은 검정과 밝은 색이 번갈아가며 섞여 있다. | 로키산맥 북부 | |                                    |               |  |                 |  |
| 래브라도늑대 Canis lupus labradorius         | Goldman 1937                 | | 래브라도 주와 퀘벡주 북부에 서식한다. 최근에는 뉴펀들랜드섬에서도 서식하는 것이 목격되었다. | |                                    |               |  |                 |  |
| 알렉산더군도늑대 Canis lupus ligoni          | Goldman 1937                 | | 알렉산더 군도 | | 매켄지강늑대 Canis lupus mackenzii | Anderson 1943 |  | 노스웨스트 준주 |  |
| 배핀섬늑대 Canis lupus manningi              | Anderson 1943                | | 배핀섬 | |                                    |               |  |                 |  |
| † 모골룬산늑대 Canis lupus mogollonensis     | Goldman 1937                 | 어두운 색깔의 늑대로 길이가 135-150cm이고 무게가 27-36kg이다. | 애리조나주와 뉴멕시코주 | |                                    |               |  |                 |  |
| †텍사스늑대 Canis lupus monstrabilis         | Goldman 1937                 | 모골룬산늑대와 크기와 색상이 유사하다. | 텍사스주와 뉴멕시코주 | niger (Bartram, 1791) |                                    |               |  |                 |  |
| 대평원늑대 Canis lupus nubilus               | Say 1823                     | | 미네소타주, 미시간주, 위스콘신주에 서식한다. 한 늑대가 다코다 주 및 남부 멀리의 네브래스카주에서 발견되었다.                                                                                          | variabilis (Wied-Neuwied, 1841) |                                    |               |  |                 |  |
| 매켄지계곡늑대 Canis lupus occidentalis      | Richardson 1829              | | 캐나다 서부 | sticte (Richardson, 1829), ater (Richardson, 1829) |                                    |               |  |                 |  |
| 그린란드늑대 Canis lupus orion               | Pocock 1935                  | | 그린란드 | |                                    |               |  |                 |  |
| 인도늑대 Canis lupus pallipes                | Sykes 1831                   | 북부늑대보다 짧은 털을 가진 늑대로, 아래털이 거의 없다. 털 색은 회색, 빨강에서 검붉은색을 띄는 흰색을 가지고 있다. 어깨에 어두운 V자 모양의 줄무니가 북부늑대보다 많이 발견된다. 밑부분과 다리는 약간 또는 많은 흰색을 띄고 있다. | 인도, 파키스탄, 이란, 터키 | |                                    |               |  |                 |  |
| 유콘늑대 Canis lupus pambasileus             | Elliot 1905                  | | 알래스카주와 유콘 주 | |                                    |               |  |                 |  |
| 알래스카툰드라늑대 Canis lupus tundrarum     | Miller 1912                  | 유콘늑대보다 더 깊은 치열을 가지고 있다. | 알래스카주 | |                                    |               |  |                 |  |
| †남부록키산늑대 Canis lupus youngi           | Goldman 1937                 | 무게가 약 40kg으로 중간 크기의 늑대이다. 이 늑대는 "미국에서 두 번째로 큰 늑대"로 간주된다. 이 종의 털 색은 검정을 향하는 경향이 있으며 털 가장자리에는 밝은색 영역의 작은 패치들이 있다. | 로키산맥 남부 | |                                    |               |  |                 |  |

### 분쟁중인 아종 및 종

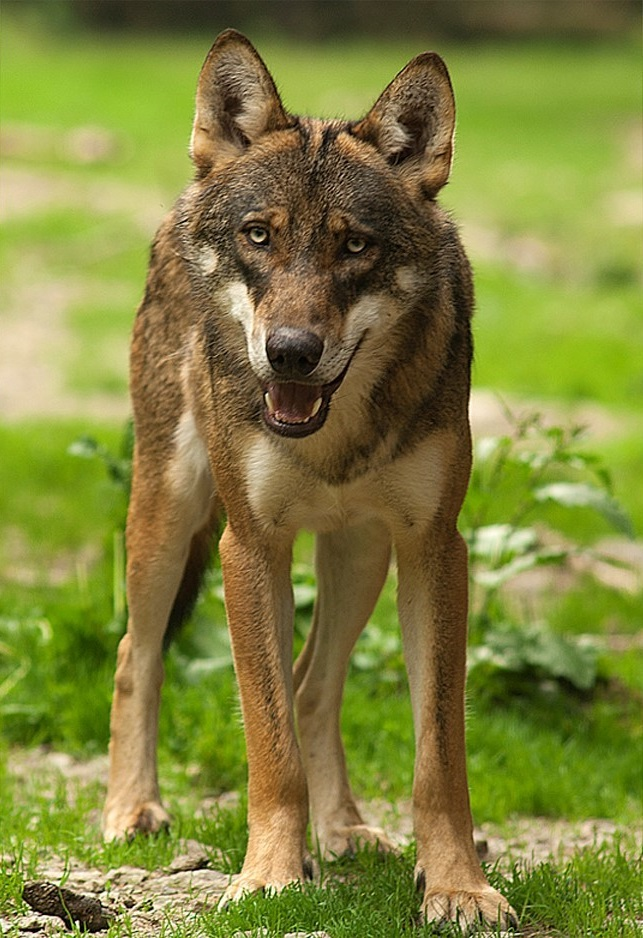
아브루조 국립 공원의 이탈리아 (아펜니노) 늑대.

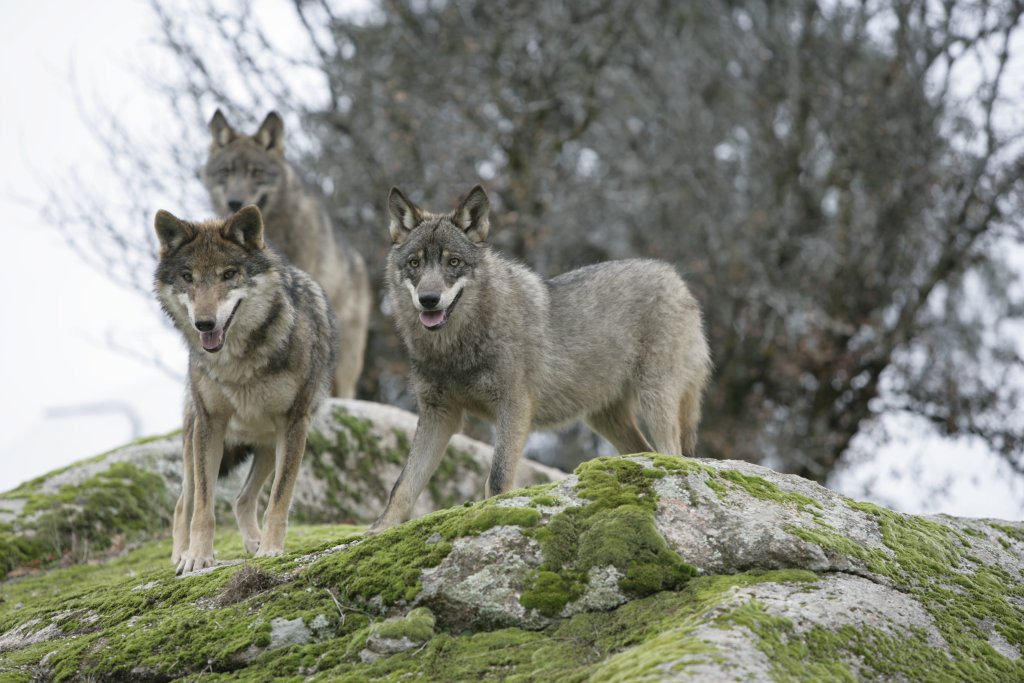
이베리아늑대.

이탈리아늑대(Canis lupus italicus)와 이베리아늑대(Canis lupus signatus) 두 종은 위 목록에 언급되지 않은 종이다. 이 이베리아와 이탈리아 반도의 늑대는 형태학적으로 독특한 기능을 갖고 있으며, 연구자들은 기타 유럽늑대와 종을 대표하는 늑대로 생각하고 있다.
이탈리아늑대의 유전적 차이는 최근 모든 늑대 유전형에서 이탈리아 하나의 그룹과 비교한 결과가 나왔다. 이 연구에서는 미토콘드리아 DNA가 고유의 하플로타입을 갖고 있으며, 개체의 대립 형질이 없고 다른 늑대 연구에 비해 미소부수체의 궤적 연구에서 낮은 이형접합자가 보였다.
최근의 유전자 연구에서는 인도 아대륙의 인도늑대 개체가 독특한 동종의 개체로 나타낼 수 있다는 논문이 발표되었다. 비슷한 결과로 히말라야늑대와 전통적으로 그의 하위 종으로 분류하는 티벳늑대(Canis lupus filchneri)가 있었다.

## 계통도
Zhenxin Fan 외 18인의 2016년 연구에 기초한 분류이다.

|  | 멕시코 |
|  |        |
|  | 북미   |
|  |        |

|  | 고지 동양 |
|  |           |
|  | 저지 동양 |
|  |           |

|  | 중동 |
|  |      |
|  | 유럽 |
|  |      |

|  | 고지 동양 |
|  |           |
|  | 저지 동양 |
|  |           |

|  | 중동 |
|  |      |
|  | 유럽 |
|  |      |

|  | 고지 동양 |
|  |           |
|  | 저지 동양 |
|  |           |

|  | 중동 |
|  |      |
|  | 유럽 |
|  |      |

|  | 고지 동양 |
|  |           |
|  | 저지 동양 |
|  |           |

|  | 중동 |
|  |      |
|  | 유럽 |
|  |      |

|  | 멕시코 |
|  |        |
|  | 북미   |
|  |        |

|  | 고지 동양 |
|  |           |
|  | 저지 동양 |
|  |           |

|  | 중동 |
|  |      |
|  | 유럽 |
|  |      |

|  | 고지 동양 |
|  |           |
|  | 저지 동양 |
|  |           |

|  | 중동 |
|  |      |
|  | 유럽 |
|  |      |

|  | 고지 동양 |
|  |           |
|  | 저지 동양 |
|  |           |

|  | 중동 |
|  |      |
|  | 유럽 |
|  |      |

|  | 고지 동양 |
|  |           |
|  | 저지 동양 |
|  |           |

|  | 중동 |
|  |      |
|  | 유럽 |
|  |      |

## 같이 보기
- 켈리포니아 늑대 센터
- 회색늑대의 국가별 서식지 목록